# Boris McCutcheon
Boris McCutcheon is een Amerikaanse singer-songwriter.

## Jeugd
Boris McCutcheon werd in 1969 geboren op het platteland van Massachusetts, en ging op zijn zeventiende naar college in Marlboro College in Vermont. Hij volgde in 1992 een opleiding "organic agriculture" in Santa Cruz, Californië, en was enige tijd biologische boer, veedrijver, schoorsteenveger, ontwerper van irrigatiesystemen, timmerman, scheepsjongen en metselaar. Uiteindelijk heeft hij zijn plek gevonden in de muziek en in de bergen van New Mexico.

## Carrière
De eerste twee albums, Mother Ditch uit 2001 en When We Were Big uit 2003, bracht McCutcheon in eigen beheer uit. Vooral het tweede album, dat hij in Tucson, Arizona opnam, werd erg goed ontvangen en leverde hem ook internationale erkenning op als belangrijk liedjesschrijver en rootsrocker. Het haalde de 24e plaats op de album-top 25 van het KRO-radioprogramma American Connection. Zijn werk wordt wel vergeleken met dat van Steve Earle, Neil Young, Bob Dylan, Captain Beefheart, en Galexico, maar meestal om te concluderen dat hij een klasse apart is. Zelf noemt hij Trout Mask Replica van Beefheart een inspiratiebron, alsook Frankie Miller, Neil Young, Dan Hicks, Reverend Gary Davis, Leonard Cohen, Greg Brown, Lucinda Williams, Tom Waits, John Prine, Bruce Springsteen, Stones, Uncle Tupelo, Johnny Cash, alle old time mountain music, en de groten van de Delta Blues, zoals Robert Johnson.
Zijn derde album, Cactusman vs. the Blue Demon (2006), kwam uit op het Frogville label uit Santa Fe, New Mexico, en bracht het tot nummer 6 op de lijst van American Connection. In 2008 verscheen het vierde album, Bad Road, Good People met daarop het zwarte The Ballad of Natascha Kampusch. Tevens verscheen dat jaar een EP met (volgens McCutcheon tijdens een optreden) de ruwe, harige versies van enkele nummers die ook op de laatste drie albums staan, alsmede het niet eerder uitgebrachte titelnummer Boxspring Plow.

## Optredens in Nederland
In Nederland worden de albums geïmporteerd door het kleine in Americana gespecialiseerde label Lucky Dice, en maakt McCutcheon regelmatig een tournee langs kleine zalen en de wat grotere Americana-festivals. Ook treedt hij op in radioprogramma's en geeft hij incidenteel huisconcerten. Plaatsen waar hij onder meer heeft opgetreden zijn Tivoli in Utrecht en Paradiso in Amsterdam.

## The Salt Licks

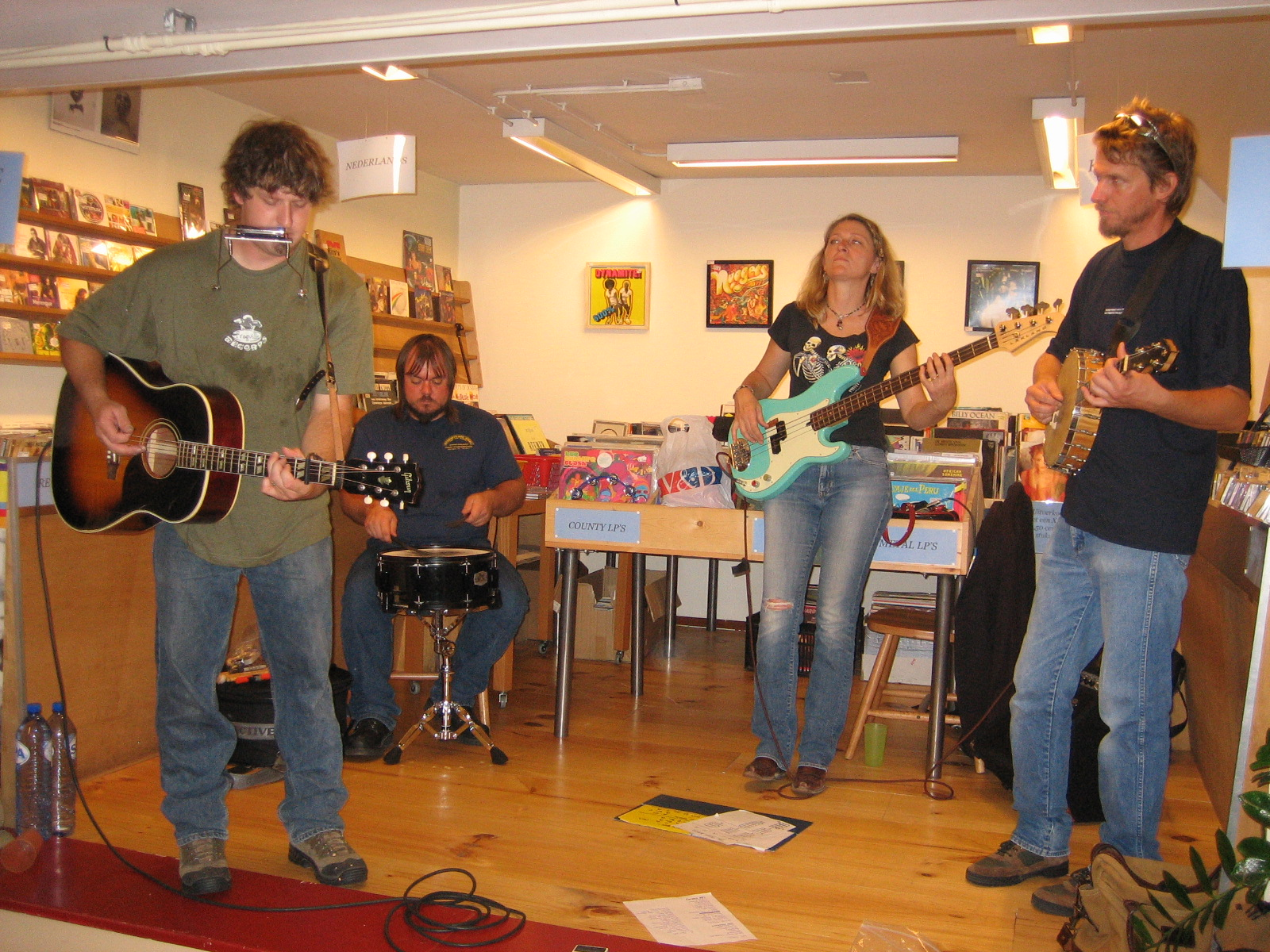
Optreden in platenzaak Velvet te Amsterdam (29 september 2006). V.l.n.r. Boris McCutcheon, Jeff Berlin, Susan Hyde Holmes en Brett Davis.

Vanaf Cactusman vs. the Blue Demon wordt de band van McCutcheon The Salt Licks genoemd (de hoes spreekt van Boris & The Saltlicks). Drummer Jeff Berlin speelt op alle albums, Brett Davis vanaf When We Were Big. De band treedt op in wisselende samenstelling.
- Boris McCutcheon: gitaar, mondharmonica & zang
- Brett Davis: gitaar, banjo, lap steel, en achtergrondzang
- Susan Hyde Holmes: bas, basgitaar, en achtergrondzang
- Jeff Berlin: drums & slagwerk
- Kevin Zoernig: toetsen
- Paul Groetzinger: drums

## Discografie
- Mother Ditch (2001)
- When We Were Big (2003)
- Cactusman vs. the Blue Demon (2006)
- Bad Road, Good People (2008)
- Boxspring Plow (2008)
- Wheel of Life (2010)
- TVZ (Sings the Songs of Townes Van Zandt) (2012)